# New London (Texas)
Pour les articles homonymes, voir New London.
New London est une ville située au sud du comté de Rusk, au Texas, aux États-Unis,. La ville est initialement baptisée London, mais elle est renommée New London en 1931.

## Démographie
Lors du recensement de 2010, la ville comptait une population de 998 habitants. Elle est estimée, en 2016, à 991 habitants.

### Source de la traduction
- (en) Cet article est partiellement ou en totalité issu de l’article de Wikipédia en anglais intitulé « New London, Texas » (voir la liste des auteurs).